# Johana
Johana je vlastní dívčí jméno s mužskou formou Johan. Pochází, stejně jako jméno Jan a Jana z hebrejského jména יוחנן (Jóchanan), zkrácené verze יהוחנן (Jehóchánan), což znamená „Bůh je milosrdný“. Toto jméno má mnoho variant; viz varianty a překlady jména Johana a jejich historie.
V českém kalendáři slaví jmeniny 21. srpna.

## Statistické údaje
Následující tabulka uvádí četnost jména v ČR a pořadí mezi ženskými jmény ve srovnání dvou roků, pro které jsou dostupné údaje MV ČR – lze z ní tedy vysledovat trend v užívání tohoto jména:
| Rok       | Četnost     | Pořadí    |
| 1999      | 1603        | 184.      |
| 2002      | 1729        | 179.      |
| 2009      | 2892        | 154.      |
| Porovnání | o 1163 více | o 25 lépe |

Změna procentního zastoupení tohoto jména mezi žijícími ženami v ČR (tj. procentní změna se započítáním celkového úbytku žen v ČR za sledované tři roky 1999-2002) je +8,7%, což svědčí o poměrně strmém nárůstu obliby tohoto jména.

## Významné osoby s tímto jménem
- Johana Aragonská – neapolská královna
- Joanna Baille – skotská básnířka
- Johana z Rožmitálu – česká královna a manželka Jiřího z Poděbrad
- Johanka z Arku – francouzská hrdinka a bojovnice proti Angličanům
- Johanna Spyri – švýcarská spisovatelka
- Joan Baez – americká zpěvačka a politická aktivistka
- Siobhan Brooks – americká socioložka
- Siobhán Creaton – irská novinářka
- Siobhán Donaghy – irská zpěvačka
- Joan Jett – americká rocková zpěvačka a kytaristka
- Johana Gazdíková – česká divadelní herečka
- Joan Mitchell – americká malířka
- Siobhan Paton – australská paralympionická plavkyně
- Stefani Joanne Angelina Germanotta, pseudonym Lady Gaga –  americká písničkářka a producentka italského původu
- další významné osoby s tímto jménem viz heslo Jana

## Varianty a překlady jména a jejich historie
- Ιωαννα (Ioanna) – řecká varianta jména od Ιωαννης (Ioannis), které v Septuagintě a Novém zákoně překládá hebrejské יוחנן (Jóchanan), to pak z יהוחנן (Jehóchánan), což je nejstarší biblická forma jména.
- Ioanna – ženská forma latinského Ioannes, vyvinutého z řeckého Ιωαννης
- Johanna: německá forma (rovněž Jana) mužských forem Johannes, Johann, Joann, které se vyvinuly z latinských forem Ioannes, Joannes
- Joanna: Varianta používaná v středověkých latinských písemnostech. V 19. století začala být používaná i v Anglii, kde se do té doby používalo spíše Joan. V 20. století byla pak v Anglii potlačena formou Joanne, protože ji lidé považovali za ženskou formu jména Joe. Rovněž německá a polská varianta jména.
- Ioana – ženská varianta staroslovanského Ιωан (Ioan)
- Ioana – ženská varianta rumunského Ion, Ioan které se vyvinulo staroslovanského Ιωан, z kterého se po jiné větvi přes jméno Ivan vyvinulo i jméno Ivana
  - Oana – rumunská zdrobnělina
- Jovanka – srbská varianta z staroslovanského Ioana
- Joana – katalánská a portugalská varianta.
- Jóhanna – islandská varianta. Má tyto podvarianty:
  - Jensína – islandská varianta
  - Jóna – islandská zdrobnělina
- Йоана (Yoana) – bulharská varianta
- Johana: tato v češtině nejběžnější varianta je používána i ve Skandinávii.
  - Johanka – česká zdrobnělina
- Joanne: ačkoli etymologicky je odvozeho z Johna (Jan) byla považována rovněž za ženskou formu jména Joe, nebo za kombinaci Josephiny a Anny. Má tyto podvarianty:
  - Joann – podvarianta Joanne
  - Joannie – podvarianta Joanna
  - Jo – anglická zdrobnělina
- Joan: Zkrácená varianta jména Joanna populární ve středověku v Anglii i Francii, během 15. století však vytlačená jménem Jane (Jana). v 30. a 40. letech 20. století byla tato forma znovu zpopularizována v USA, kde nyní byla opět zcela nahrazena formou Jane. Podvarianty:
  - Joanie – anglická zdrobnělina
  - Joni  – anglická zdrobnělina
- Giovanna – italská varianta.
- Johanneke – holandská varianta.
- Yoana – hebrejská varianta znamenající „Bůh odpověděl“
- Jana – varianta jména Johana.
- Joasia, Asia, Aśka – polská zdrobnělina
- Siobhán – irská podoba. Vyslovuje se jako "Šivón". [1]
- Ionela – rumunská podoba
- Jehanne – středověká francouzština

- další překlady viz heslo Jana